# Janez Sušnik
Janez Sušnik (* 18. září 1942) je slovinský politik.

## Životopis
Sušnik se po střední odborné škole a vyšší odborné škole v Lublani stal bezpečnostním technikem, následně studoval na Univerzitě v Mariboru. Do roku 1976 pracoval jako technolog ve výrobě zemědělských strojů, v letech 1976 až 1980 a 1988 až 2001 působil ve vedoucích funkcích v různých společnostech. Pracovní povinnosti vykonával také v rámci republiky i bývalé federace. V roce 2002 byl zvolen členem a předsedou Státní rady Republiky Slovinsko. V období socialistického i demokratického Slovinska zasedal v orgánech mnoha společností, např. Nové lublaňské banky nebo v dozorčí radě pojišťovny Triglav.